# Alessio Mannucci
Alessio Mannucci (Livorno, 7 luglio 1998) è un discobolo italiano.

## Biografia
Cresce a Collesalvetti, in provincia di Livorno. Inizia a praticare karate, ma già in gioventù si avvicina all'atletica leggera praticando il getto del peso. Nel 2014 scopre il lancio del disco, nel 2017 vince i primi titoli juniores nella specialità.
Nel 2022 vince il primo titolo italiano assoluto a Rieti con 60,01 m, suo primato personale.
Nel giugno 2024 viene convocato per i campionati europei di Roma, arrivando 13º nelle qualificazioni, primo degli esclusi dalla finale del lancio del disco.

## Progressione

### Lancio del disco
| Stagione | Misura  | Luogo             | Data      | Rank. Mond. |
| -------- | ------- | ----------------- | --------- | ----------- |
| 2024     | 64,97 m | Donnas            | 25-5-2024 |             |
| 2023     | 63,61 m | Donnas            | 16-7-2023 |             |
| 2022     | 60,36 m | Roma              | 15-6-2022 |             |
| 2021     | 59,49 m | Città di Castello | 9-6-2021  |             |
| 2020     | 59,56 m | Livorno           | 26-9-2020 |             |
| 2019     | 58,24 m | Latina            | 20-6-2019 |             |
| 2018     | 56,49 m | Tarquinia         | 13-6-2018 |             |
| 2017     | 51,91 m | Agropoli          | 23-9-2017 |             |
| 2016     | 46,18 m | Orvieto           | 24-9-2016 |             |
| 2015     | 28,05 m | Matera            | 26-9-2015 |             |

## Palmarès
| Anno | Manifestazione      | Sede     | Evento           | Risultato      | Prestazione | Note  |
| ---- | ------------------- | -------- | ---------------- | -------------- | ----------- | ----- |
| 2017 | Europei U20         | Grosseto | Lancio del disco | Qualificazione | 50,19 m     |       |
| 2018 | Mediterraneo U23    | Jesolo   | Lancio del disco | 9º             | 52,56 m     | [ 3 ] |
| 2019 | Europei U20         | Borås    | Lancio del disco | Qualificazione | 52,08 m     |       |
| 2023 | Giochi europei      | Chorzów  | A squadre        | Oro            | 426,5 p.    | [ 4 ] |
| 2023 | Giochi universitari | Chengdu  | Lancio del disco | 4º             | 61,03 m     |       |
| 2024 | Europei             | Roma     | Lancio del disco | 13º (q)        | 61,73 m     |       |

## Campionati nazionali
- 2 volte campione assoluto del lancio del disco (2022, 2024)
- 2 volte campione nazionale italiano promesse del getto del peso (2019, 2020)
- 2 volte campione nazionale italiano promesse del lancio del disco (2019, 2020)
- 1 volta campione nazionale italiano indoor promesse del getto del peso (2019)
- 1 volta campione nazionale italiano juniores del lancio del disco (2017)

2017
- Argento ai campionati italiani juniores indoor (Ancona), getto del peso - 17,12 m
- Oro ai campionati italiani juniores (Firenze), lancio del disco - 54,73 m
- 9º ai campionati italiani assoluti (Trieste), lancio del disco - 49,64 m

2018
- Argento ai campionati italiani promesse (Agropoli), lancio del disco - 53,79 m
- 6º ai campionati italiani assoluti (Pescara), lancio del disco - 54,67 m

2019
- Argento ai campionati italiani promesse indoor (Ancona), getto del peso - 16,92 m
- Oro ai campionati italiani promesse (Rieti), getto del peso - 17,49 m
- Oro ai campionati italiani promesse (Rieti), lancio del disco - 54,73 m
- Bronzo ai campionati italiani assoluti (Bressanone), lancio del disco - 54,36 m

2020
- Oro ai campionati italiani promesse indoor (Ancona), getto del peso - 16.59 m
- 4º ai campionati italiani assoluti (Padova), lancio del disco - 56,02 m
- Oro ai campionati italiani promesse (Grosseto), lancio del disco - 55,66 m
- Oro ai campionati italiani promesse (Grosseto), getto del peso - 55,66 m

2021
- Bronzo ai campionati italiani assoluti (Rovereto), lancio del disco - 57,53 m

2022
- Oro ai campionati italiani assoluti (Rieti), lancio del disco - 60,01 m

2024
- Oro ai campionati italiani assoluti (La Spezia), lancio del disco - 64,04 m

2025
- Argento ai campionati italiani assoluti (Caorle), lancio del disco - 58,56 m

## Altre competizioni internazionali
2019
- 13º in Coppa Europa di lanci U23 ( Šamorín), getto del peso - 16,21 m
- 14º in Coppa Europa di lanci U23 ( Šamorín), lancio del disco - 53,03 m

2023
- 19º in Coppa Europa di lanci ( Leiria), lancio del disco - 58,11 m
- Campionati europei a squadre di atletica leggera ( Chorzów)
- 7º ai Campionati europei a squadre, ( Chorzów), lancio del disco - 59,66 m

2024
- 4º in Coppa Europa di lanci ( Leiria), lancio del disco - 61,63 m